# Araneus graemii
Araneus graemii este o specie de păianjeni din genul Araneus, familia Araneidae, descrisă de Pocock, 1900. Conform Catalogue of Life specia Araneus graemii nu are subspecii cunoscute.